# 南部軍管区
南部軍管区（なんぶぐんかんく、ロシア語: Южный военный округ 、英語: Southern Military District）は、ロシア連邦軍の北カフカス地方における軍管区。
大統領令No.1144に基づき、従来の北カフカーズ軍管区、黒海艦隊、カスピ小艦隊を統合して2010年9月20日に発足した。司令部はロストフ・ナ・ドヌに所在する。
南部軍管区には、統合運用化の一環として作戦・戦略司令部(OSK)としての資格が与えられており、域内の陸海空軍部隊を軍管区司令官が指揮する権限を持っていたが各艦隊については2023年末に海軍総司令官の指揮下とされた。また、域内の準軍事組織（国家親衛隊、連邦保安庁の国境警備隊など）に対しても指揮権は及ぶ。

## 編制

南部軍管区の領域

### 陸軍

#### 第58親衛諸兵科連合軍
司令部：ウラジカフカス
- 第8独立親衛自動車化狙撃旅団（チェチェン共和国ボルゾイ）
- 第17独立親衛自動車化狙撃旅団（チェチェン共和国シャリ）
- 第18独立親衛自動車化狙撃旅団（チェチェン共和国ハンカラ）
- 第19独立自動車化狙撃旅団（北オセチア共和国ウラジカフカス）
- 第100独立偵察旅団（北オセチア共和国モズドク。実験部隊）
- 第136独立親衛自動車化狙撃旅団（ダゲスタン共和国ブイナクスク）
- 第4親衛軍事基地（南オセチア共和国ジャヴァ。事実上の旅団）

#### 第49諸兵科連合軍
司令部：マイコプ
- 第33独立自動車化狙撃旅団（ダゲスタン共和国ボトリフ。山岳旅団）
- 第34独立自動車化狙撃旅団（カラチャイ・チェルケス共和国。山岳旅団）
- 第205独立自動車化狙撃旅団（スタヴロポリ地方ブデンノフスク）
- 第7軍事基地（アブハジア共和国グダウタ。事実上の旅団）

#### 第8親衛諸兵科連合軍
司令部：ノヴォチェルカッスク
- 第20親衛自動車化狙撃師団（カムイシン）
- 第150自動車化狙撃師団（ノヴォチェルカッスク）
- 第238親衛砲兵旅団（ロシア語版）（コレノフスク）
- 第47ミサイル旅団（コレノフスク）
- 第78親衛対空ミサイル旅団
- 第33親衛工兵連隊
- 第39化学防護連隊
- 第133独立管理大隊

#### 軍管区直轄部隊
- 第102軍事基地（アルメニア共和国エレバン）
- 第10独立特殊任務旅団（クラスノダール州ガリャーチィ・クリューチ）
- 第22独立親衛特殊任務旅団（ロストフ州ステプノイ）
- 第1親衛ロケット旅団（クラスノダール州クラスノダール）
- 第439親衛ロケット砲兵旅団（アストラハン州ズナメンスク）
- 第291砲兵旅団（アディゲ共和国クラスノアクチャーブリスキィ）
- 第7016武器装備修理保管基地（アディゲ共和国マイコプ）

### 航空宇宙軍
- 第4航空・防空軍

### 空挺軍
指揮権は最高司令部に帰属
- 第7親衛空挺師団（クラスノダール州ノヴォロシースク）

## 歴代司令官
- アレクサンドル・ガプキン（ロシア語版）大将（2010年12月-2016年6月）
- アレクサンドル・ドヴォルニコフ上級大将（2016年7月-（代行）、2016年9月[3]- 2023年1月）
- セルゲイ・クゾブレフ大将（2023年1月-2024年5月）
- ゲンナジー・アナシキン大将（2024年5月-11月）
- アレクサンドル・サンチク大将（2024年11月-）[4]

## 著名な構成員
- ヤコフ・レザンツェフ中将（第49諸兵科連合軍司令官。2022年、ウクライナで戦死したとの報道[5]）